# 何長榮
何長榮（1843年—1904年），清朝綠營副將署總兵，於1893年（光緒十九年）12月5日代表清朝在當時是英國殖民地的印度大吉嶺簽訂《中英藏印續約》。
光緒十六年（1890年）為四川順慶營游擊，與參將喻立成從四川前往西藏，供駐藏大臣升泰差遣委用。光緒十八年底，張騰蛟總兵為升泰護柩回籍，營務由他代理。光緒十九年為四川越巂營參將，二品頂戴，代表清朝在大吉嶺簽訂《中英藏印續約》。光緒二十三年，四川總督鹿傳霖保他署重慶鎮總兵。 光緒二十九年，四川總督岑春煊保他接署川北鎮總兵，軍標中軍副將。
光緒三十年（1904年），在任病故。